# Pilodeudorix mera
Pilodeudorix mera is een vlinder uit de familie van de Lycaenidae. De wetenschappelijke naam van de soort is voor het eerst gepubliceerd in 1873 door William Chapman Hewitson.

## Verspreiding
De soort komt voor in de primaire regenwouden van Liberia, Ivoorkust, Nigeria, Kameroen, Gabon, Congo-Brazzaville, Centraal Afrikaanse Republiek, Congo-Kinshasa, Oeganda, Rwanda, Tanzania, Angola en Zambia.

## Ondersoorten
- Pilodeudorix mera mera (Hewitson, 1873) (Liberia, Ivoorkust, Nigeria, Kameroen, Gabon, Congo-Brazzaville, Centraal Afrikaanse Republiek, Congo-Kinshasa, West-Oeganda, Noord-Angola, Noordwest-Zambia)
  - = Hypokopelates mera mera Hewitson, 1873
- Pilodeudorix mera kinumbensis (Dufrane, 1945) (Noordoost-Congo-Kinshasa, Oeganda, Rwanda, Noordwest-Tanzania)
  - = Deudorix (Hypokopelates) mera f. kinumbensis Dufrane, 1945
  - = Hypokopelates mera kinumbensis Dufrane, 1945